# 櫻井音乃
櫻井 音乃（さくらい おとの、2002年〈平成14年〉8月17日 - ）は、日本のグラビアアイドル。静岡県焼津市出身。
2024年まではホリプロに所属していた。2025年以降は名前を櫻井 おとのと表記する場合もある。

## 略歴
中学2年時、ファッション誌『Popteen』（角川春樹事務所）のレギュラーモデルを務める。高校入学後、2019年に「ミス・ワールド・ジャパン 2019 京都大会」にて介護福祉賞、「女子高生ミスコン 2019」にてモデルプレス賞をそれぞれ受賞し、高校2年時に恋愛リアリティ番組『今日、好きになりました。〜韓国ソウル編〜』 (AbemaTV) に出演する。
2021年2月に高校を卒業してホリプロに所属すると、同年3月29日に男性向け週刊誌『週刊プレイボーイ』同年15号（集英社）の巻中グラビアを飾り、グラビアアイドルとしてのデビューを果たす。その後は美容関係の仕事も視野に入れて美容系の専門学校へ通う一方、2か月後の5月24日には同グラビアへの大反響による同誌23号への再登場を果たすなどスタイルで話題となり、2022年11月までに同誌最多となる5回もの撮り下ろしで掲載される。また、それと前後して2021年7月19日には青年漫画雑誌『週刊ヤングマガジン』同年8号（講談社）の巻末グラビアに初登場したほか、同年8月24日には写真週刊誌『FLASH』同年9月7日号（光文社）の巻中グラビアに初登場し、「次世代グラビアクイーン」と称された。12月13日には、集英社のデジタルコンテンツを対象としたグラビア賞レース「グラジャパ！アワード2021」にて最優秀新人賞を受賞する。
2022年春に上京して一人暮らしを始め、同年11月7日には『週刊プレイボーイ』同年46号にて初の表紙を巻頭グラビアと共に飾り、11月9日には初の写真集『Fanfare』（集英社）が発売される。なお、10代最後のグラビアでもある同写真集の撮影は同年7月に宮古島にて2泊3日の工程で行われたほか、同写真集の発売と同時に開催されたオンライン取材会にて明かしたところによれば、タイトルはTWICEの同名の楽曲にちなむという。
2023年5月26日には、バンテリンドームにて開催されたプロ野球の中日ドラゴンズ対横浜DeNAベイスターズ戦の始球式に登板する。同年9月5日には、『FLASH』同年9月19日号の表紙と巻頭グラビアを初めて飾り、同誌編集部に「撮るたびに新たな魅力が見つかることが一番の武器」との旨で評される。10月8日には、K's cinemaにて開催された映画『LONESOME VACATION』（マイターン・エンターテイメント）の初日舞台挨拶に登壇し、映画初出演となった同作の撮影時期は寒かったが、現場の皆が温かくて緊張せずに撮影できたとの旨を明かす。
2023年12月18日には、『週刊プレイボーイ』2024年1・2合併号の巻中グラビアを飾り、『Fanfare』以来1年ぶりの撮り下ろしに際して21歳ゆえの大人らしい攻めた衣装姿をアピールしたほか、胸が垂れるのは嫌なのでブラジャーの着け方には気をつけているとの旨を明かす。同年12月26日には、『週刊SPA!』（扶桑社）の「グラビアン魂アワード2023」にて、リリー・フランキー個別賞「CUTIE&SEXY賞」を受賞する。
2024年1月28日（27日深夜）には、テレビドラマ『花の筋曜日 マッスルハンターみなみ』（TVQ九州放送）にて、ヒロインのみなみ（演 - わちみなみ）の天敵であるももこ役を演じる。同年3月31日には、自身のInstagramにてフォロワーが20万人を突破したことを報告し、ビキニ姿のバックショットを披露する。
2024年4月19日には、写真週刊誌『FRIDAY』同年5月3日号（講談社）の表紙に初登場し、巻頭グラビアを10ページに渡って飾ったほか、デジタル写真集『ヒミツの温泉旅行』vol.1/2（同社）が発売される。同年5月29日には、6月5日から9日まで六行会ホールにて上演される舞台『ジャック・モーメント』のレベッカ役を、体調不良によって降板した村島未悠の代役として務めることが発表される。練習期間は1週間しかなかったが、これが自身にとっての初舞台となった。
2025年1月4日には、2024年12月31日をもってホリプロを退社したことを、自身のInstagramにて発表した。同年6月26日には、恋愛リアリティ配信番組『LOVE RING』 (DMM TV) に参加メンバーの1人として出演する。
2025年7月1日には、「櫻井おとの」表記で『FLASH』同年7月15日号の表紙と巻頭グラビアを10ページに渡って飾り、自身の恋愛観をインタビューに答えたほか、デジタル写真集『滴る』と『艶めく』（いずれも光文社）が2冊同時に発売される。

## 人物
- 趣味はピアノ・HIPHOPダンス・ボクシング、特技は暗記・英語スピーチ[49]。
- 幼少期はとにかく目立つのが好きだったうえ、習い事も水泳からピアノ、太鼓、ダンスと幅広く、発表会に出るのも好きだった[50]。また、ファッションには母の影響で興味を持ったという[50]。中学時代には母に自転車で並走してもらいながらマラソンダイエットに励んでいたほか、高校時代には週に2 - 3回ボクシング教室に通っていたという[51][注 4]。なお、母は補正下着にも詳しい元エステティシャンでもあり、櫻井がグラビアアイドルとしてデビューする際の撮影3日前には彼女の顔をマッサージして弛みを上げていた[17]ほか、その後も櫻井が実家に帰省した際にはブラジャーの着け方が違うと注意されるという[30]。
- 憧れの人は生見愛瑠[4][13][50]。ファッション雑誌『ニコ☆プチ』（新潮社）に掲載された生見や静岡のイベントに登壇した彼女の可愛さや綺麗さに惹かれ、小学5年時に「こんなふうになりたい！」と思ったことが、芸能界デビューのきっかけになったという[4][13][50]。また、ホリプロに所属する際には「私の憧れで大好き」として石原さとみを挙げており[52]、20歳を迎えた際には彼女を挙げた理由として「色っぽさを感じるし、いろいろな顔ができる」を明かしている[19]。
- 歯の生え変わりが遅く、10代前半の頃は前歯が何本かスカスカ状態だったことから、モデルのオーディションに片っ端から応募しては「モデルは歯が大事だから」と言われ、ずっと最終審査で落ちていた[13]。どうにか事務所に所属できたものの『Popteen』のモデルに合格するまでは、父の運転する自動車で母や弟と共に上京し、オーディションでの落選に泣いた後に食事や観光を経て帰宅するなど、家族の応援に支えられる日々だった[50]。合格したものの、まもなく胸が大きくなって（指定された）洋服を綺麗に着られなくなったことから呼ばれなくなり、コンプレックスと共に芸能活動をあきらめかけていたところ、「ミス・ワールド・ジャパン2019 京都大会」や「女子高生ミスコン 2019」での受賞を経て前向きとなる[7]。『今日、好きになりました。〜韓国ソウル編〜』が終わった後には再びあきらめかけていたが、ホリプロのマネージャーから声をかけられてホリプロスカウトキャラバンを受け、オーディションには落ちたもののホリプロに所属できたうえ、グラビアの仕事を勧められたという[16][50]。
- 上記のコンプレックスについては、小学6年の修学旅行時に女子の口頭を介して男子に胸のことを言われたことがきっかけであり、男子に見られていることを気にし始めた以降はボディーラインが出ないような服を中学くらいまで着ていたうえ、体育の授業では全力で（胸を）潰しにかかっていたという[53]。
- 上記のように中学時代は東京と静岡の往復生活だったこともあり、部活でいじめられるなど、学校に行きたくない日々だった[2]。部活をやめてからもSNSで非難されたが、いじめっ子に対して直に話した以降は「勇気を出して行動すれば何かが変わるかもしれない」と思うようになったという[2]。
- 弟とはプリキュアや仮面ライダーを一緒に見ており、自身は戦隊ものへの出演や仮面ライダーへの変身をしてみたいという[19][54][注 5]。
- グラビアは所属直後のホリプロから声をかけてもらったことがきっかけであり[25]、当初は上記のコンプレックスに加えて両親もあまり良いイメージを持っていなかったことからやりたくなかったが、話し合いを経て信頼した両親からも勧められるようになり、戸惑いながら始めた[50]。最初はスタジオにてテストシュート[注 6]が設けられて緊張していたが、カメラマンに見せてもらった写真の仕上がりがあまりに綺麗だったことから、一気に安心した[50]。ロケ先にて正式にグラビアの撮り下ろしとなった後も、緊張し過ぎて眠れなかったり水着の小ささからポロリを心配したりと、言われたようにするだけで精一杯だったが、途中で見せてもらった写真の綺麗さには感激した[56]。この初グラビア[注 7]が掲載された『週刊プレイボーイ』2021年15号は母だけでなく友人たちにも好評だったほか、Instagramのフォロワーが一気に5千人も増えた[56]。それから何回もの撮影を経た半年後にはグラビアへの不安がなくなり、「大きな胸も自由に見て」「どんな水着を着るのかな」などと思うようにもなった[56]結果、大きな胸を自身の武器として誇りに思い、（普段も）周囲の目を気にせず着たい洋服を着るようになったという[53]。
- 美称については、ネットニュース上で「令和のグラビアクイーン」と称されることが多いが、他の人気グラビアアイドルたちと被っていることからも自身はあまり良く思っておらず、講談社の編集長に付けられた「ぷるぷる美バスト」を気に入っているという[58]。

## 出演

### テレビドラマ
- チェイサーゲーム 第1話・第7話・最終話（2022年9月9日・10月21日・28日、テレビ東京） - 女性 役[59]
- VIVANT 第5話（2023年8月13日、TBS） - 店員 役[60]
- 時をかけるな、恋人たち 第10話・最終話（2023年12月12日・19日、関西テレビ・フジテレビ） - はにゃたん 役[61]
- 花の筋曜日 マッスルハンターみなみ（2024年1月28日〈27日深夜〉、TVQ九州放送） - ももこ 役[31]

### テレビ番組
- さまぁ〜ず論（2021年5月10日・5月17日・7月12日・7月19日、テレビ朝日） - サブMC[62]
- 大堀商事鈴蘭スマイル部新人音乃（2023年2月18日 - 2024年4月17日、アイドル専門チャンネルPigoo）[63]
- 浜ちゃんが! #776（2023年12月28日〈27日深夜〉、読売テレビ）[64]

### ウェブテレビ
- 今日、好きになりました。〜韓国ソウル編〜（2019年9月2日 - 9月30日、AbemaTV）[12]
- ABEMA ボクシングチャンネル ゲスト解説（2023年 - ）[65]
- LOVE RING（2025年6月26日 - 、DMM TV）[42][43]

### 映画
- LONESOME VACATION（2023年10月7日公開、マイターン・エンターテイメント） - 遠山かおり 役[66][67]

### ラジオ
- ドローンネット presents 小池徹平の SKY FIGHT（2022年1月19日 - 5月11日、ABCラジオ）[68][69] - ドローンビーナスのメンバー[70]として不定期出演[71]

### 舞台
- ジャック・モーメント（2024年6月5日 - 9日、六行会ホール） - レベッカ 役[36][37]

### MV
- ロザリーナ「no plan」（2024年） - 映画『帰ってきた あぶない刑事』挿入歌[72][73]

## 出版

### 写真集
- Fanfare（2022年11月9日、集英社、撮影：細居幸次郎）ISBN 978-4087900965[74][75]

### デジタル写真集
- さくらの唄（2021年3月29日、集英社［週プレ PHOTO BOOK］、撮影：LUCKMAN）[76]
- オトナノート（2021年5月24日、集英社［週プレ PHOTO BOOK］、撮影：フジシロタカノリ）[77]
- NINETEEN BLUE（2021年10月11日、集英社［週プレ PHOTO BOOK］、撮影：細居幸次郎）[78]
- 桜の音（2022年3月28日、集英社［週プレ PHOTO BOOK］、撮影：細居幸次郎）[79]
- 19歳、輝く夏色ボディ（2021年10月26日、光文社［FLASHデジタル写真集］、撮影：唐木貴央）[80]
- Fanfare アナザーエディション（2022年11月9日、集英社［週プレ PHOTO BOOK］、撮影：細居幸次郎）[81][注 8]
- ぷるぷる美バスト（2023年7月7日、講談社［週刊現代デジタル写真集］、撮影：LUCKMAN）[83][84]
- 変幻自在（2023年7月14日、主婦の友社［STRiKE! DIGITAL PHOTOBOOK 034］、撮影：東京祐）[85]
- オトナとコドモのハザマ。（2023年8月30日、KADOKAWA［Gテレデジタル！］）[86]
- Listen To My Heart（2023年9月21日、集英社［YJ PHOTO BOOK］、撮影：藤本和典）[87]
- 二十歳の誘惑（2023年10月13日、扶桑社［SPA!グラビアン魂デジタル写真集］、撮影：大辻隆広）[88]
- WPB 櫻井音乃デジタル写真集〜特装合本版〜（2023年11月15日、集英社［週プレ PHOTO BOOK］、撮影：LUCKMAN、フジシロタカノリ、細居幸次郎）[89][注 9]
- 美バストらんまん（2023年12月4日、小学館［週刊ポストデジタル写真集］、撮影：岡本武志）[90]
- 地元のパイセン（2023年12月18日、集英社［週プレ PHOTO BOOK］、撮影：坂本陽）[91]
- 熱帯魚（2024年1月6日、小学館［スピ/サン グラビアフォトブック］、YUJI TAKEUCHI）[92]
- トナリノオトノ（2024年1月8日、秋田書店［ヤングチャンピオンデジグラ］）[93]
- ドリアン・グレイの肖像（2024年3月11日、講談社［週刊現代デジタル写真集］、撮影：LUCKMAN）[94][95][注 10]
- ヒミツの温泉旅行 vol.1･2（2024年4月19日、講談社［FRIDAYデジタル写真集］、撮影：小池大介）[34][35][96][97]
- Eyes on you（2024年7月3日、ワニブックス［ワニブックスデジタル写真集］、撮影：中山雅文）[98]
- Avant-garde（2024年8月1日、東京ニュース通信社［B.L.T.デジタル写真集］）[99]
- 曇天ラプソディー（2024年9月30日、KADOKAWA［Gテレデジタル！］）[100]
- 涼しい瞳、燃える身体（2024年10月31日、講談社［週刊現代デジタル写真集］、撮影：菊地泰久）[101][102]
- 滴る（2025年7月1日、光文社［FLASHデジタル写真集］、撮影：森山将人）[47]
- 艶めく（2025年7月1日、光文社［FLASHデジタル写真集］、撮影：森山将人）[48]

### カレンダー
- 櫻井音乃 2023 - 24年カレンダー（2023年3月31日、スクロール）[103]